# ماسارين أوشيدا
ماسارين أوشيدا (4 يناير 1898 – 1945) هو سبّاح ياباني راحل، مثّل بلاده في الألعاب الأولمبية الصيفية 1920.

## روابط خارجية
ماسارين أوشيدا على موقع اللجنة الأولمبية الدولية (الإنجليزية)
- ماسارين أوشيدا على موقع أوليمبيديا (الإنجليزية)